# 第19回東京音楽祭
第19回東京音楽祭（19th Tokyo Music Festival）は、19回目の東京音楽祭である。1990年5月30日、アジア大会が中野サンプラザで、1990年6月1日、日本武道館にて世界大会が開かれ、ウィルソン・フィリップスがグランプリ受賞。
- 第18回東京音楽祭 - 第19回東京音楽祭 - 第20回東京音楽祭

## 概要（世界大会）
前年の世界大会はアジア大会と世界大会で、香港と韓国からそれぞれの歌手が1組づつ、計4組が出場したが、第19回大会では、アジア大会と世界大会で日本からの出場歌手以外は棲み分けがされた大会となり、日本以外のアジア勢はアジア大会のみの参加に集約された。オープニングは、ベルリンの壁崩壊シーンや天安門広場でのデモシーン、ペレストロイカのニュースシーンなど、大きく変わる世界情勢の映像が映し出され、ステージセットも中央に地球や世界を表現した大きな鉄骨枠組みの球体が配置されたデザインで演出された。
オープニングは前年のグランプリ歌手、オフラ・ハザの受賞曲「Im Nin' Alu（イムニンアル）」を披露。また、オープニングの歌手紹介では、アーティストそれぞれのロゴが表示され、ビジュアル面でもこれまでの世界大会とは雰囲気が違った演出が施された。放送内では恒例となっている審査員の紹介が無く、公式プログラムのパンフレットにも表記が無いため、公式の審査員はこの大会のみ不明である。
時勢を反映したオープニング映像の象徴となる、17年ぶりのソビエトから参加のロックグループ、ゴーリキー・パークは、ビザの関係で出国ができず不参加となった旨が司会者の小林繁から発表された。グランプリ受賞のトップバッター3人組ユニット、ウィルソン・フィリップスのカーニー・ウィルソンとウェンディ・ウィルソン姉妹はビーチ・ボーイズのブライアン・ウィルソンの娘であり、ゲストシンガーのビーチ・ボーイズメンバー、マイク・ラヴから受賞の発表とトロフィーが渡され、3人とも感極まって大喜びする映像が放映されている。

## 概要（アジア大会/アジアデー）
この年の年末に活動休止になる司会の宇崎竜童による和太鼓ロックの竜童組、日本代表として沖縄の地域色豊かなりんけんバンド、中国内モンゴル出身で伝統の口琴なども取り入れるチョウ・キョー、東南アジア勢はワールドミュージックのアジアブーム火付け役で頭角を現したディック・リーを筆頭に、民族性の濃い歌手からポップ色を全面に出した歌手まで、幅広いアジアンミュージックジャンルが揃った大会になった。また中華圏からは台湾・中国・香港からそれぞれ参加があり、日本の演歌や歌謡曲を好んで多く歌うことで知られる台湾人気歌手ホン・ロンホンは、その後日本でも知られる存在となる。服部隆之によるアジアの今を伝える映像も華を添えた。第11回大会までは、韓国代表はチョゴリ衣装の女性演歌系歌手の歌唱が定番となっていたが、第12回のロックバンド・ソンゴルメの出場以降は、女性はアイドル系・男性はロックやポップグループバンドの台頭が目立ち、第19回もポップ・ロックバンドのユー・ヨンソン&ザ・コネクションが参加。アジアの音楽業界の変化も感じられた大会となった。

## 司会者
- 宇崎竜童（アジアデー）
- 小林繁（世界大会）
- 三雲孝江（アジアデー、世界大会）
- 服部隆之（アジアデー海外レポート）

## 賞（世界大会）
※アジア大会は賞をさだめていない形式で行われた。
- グランプリ（大賞）1組、賞金400万円・トロフィー
- 金賞2組、賞金200万円・トロフィー
- 銀賞3組、賞金100万円・トロフィー
- 最優秀歌唱賞1組、賞金100万円、トロフィー
- 作曲編曲賞1組、賞金100万円・トロフィー

## スペシャルゲスト
Guest Singer
- 竜童組（アジアデー）
- オフラ・ハザ（世界大会オープニング）
- マイク・ラブ（ビーチ・ボーイズ）＆エンドレス・サマー・バンド（世界大会）

## プレゼンター（世界大会）
- オフラ・ハザ
- マイク・ラブ　他

## 審査員
服部克久、福田一郎など約10名。

## アジア大会エントリー
参加9曲
| 曲順 | エントリー歌手                                                                   | 参加楽曲 | 賞 | 国           |
| ---- | -------------------------------------------------------------------------------- | -------- | -- | ------------ |
| 1    | りんけんバンド                                                                   |          |    | 日本         |
| 2    | ディック・リー Dick Lee                                                          |          |    | シンガポール |
| 3    | ユー・ヨンソン＆ザ・コネクション 유영선과 커넥션 Yoo Young-Sun ＆ The Connection |          |    | 韓国         |
| 4    | ヨリンダ・ヤン/甄楚倩 Yolinda Yan                                                |          |    | 香港         |
| 5    | スースー Zu-Zu                                                                   |          |    | タイ         |
| 6    | エラ Ella                                                                        |          |    | マレーシア   |
| 7    | ホン・ロンホン/洪榮宏 （※公式プログラムではハン・ジュンハン表記） Hung Jung-Hung |          |    | 台湾         |
| 8    | チョウ・キョー/張強（张强） Chang Chuo                                           |          |    | 中国         |
| 9    | ディヤ・クトゥット Dyah Kutut                                                    |          |    | インドネシア |

## 世界大会エントリー
参加13曲（ほぼ出場順）
| 曲順 | エントリー歌手                                                      | 参加楽曲                                             | 賞                 | 国       |
| ---- | ------------------------------------------------------------------- | ---------------------------------------------------- | ------------------ | -------- |
| 1    | ウィルソン・フィリップス Wilson Phillips                            | 「ホールド・オン」 Hold On                           | グランプリ         | アメリカ |
| 2    | アナ Ana                                                            | 「思い出にgoodbye」 Everything We Say Goodbye        | 銀賞               | アメリカ |
| 3    | シニータ Sinitta                                                    | 「夜明けのヒッチ・ハイク」 Hitchin' A Ride           | 金賞               | イギリス |
| 4    | 松岡英明                                                            | 「ヴィジョン」 VISION                                | 銀賞               | 日本     |
| 5    | ビル・チャンプリン Bill Champlin (Chicago)                          | 「ノー・ウェステッド・モーメント」 No Wasted Moments | 最優秀歌唱賞       | アメリカ |
| 6    | マリー・クレア Marie Claire (Marie-Claire D'Ubaldo)                 | 「タイム」 Time                                      | 銀賞               | フランス |
| 7    | ボビー・マクファーリンズ・ヴォイセストラ Bobby McFerrin's Voicestra | 「ザ・ガーデン」 The Garden                          | 金賞               | アメリカ |
| 8    | カブキロックス                                                      | 「お夏狂乱」                                         |                    | 日本     |
| 9    | イスマエル・ロー Ismael Lo/Ismaël Lô                                | 「ハァラット」 Xalat                                 |                    | セネガル |
| 10   | シドニー・ヤングブラッド Sydney Youngblood                          | 「シット・アンド・ウェイト」 Sit And Wait            |                    | 西ドイツ |
| 11   | THE FUSE（ザ・ヒューズ）                                            | 「D-Kiss」                                           |                    | 日本     |
| 12   | 14カラット・ソウル 14 Karat Soul                                    | 「ゲット・バック・イン・ラブ」 Get Back In Love      | 編曲賞             | アメリカ |
| 13   | ゴーリキー・パーク Gorky Park                                       | 「バング」 Bang                                      | （ビザ関連で欠場） | ソビエト |

- 松岡英明はカラーコンタクトレンズで登場した。
- ボビー・マクファーリンは10人のアカペラ・コーラスグループと共にボビー・マクファーリンズ・ヴォイセストラ（Bobby McFerrin's Voicestra）として参加。現在はボビー・マクファーリン・ヴォイセストラ（Bobby McFerrin Voicestra）、またはボビー・マクファーリン・ウィズ・ザ・ヴォイセストラ（Bobby McFerrin with the Voicestra）が正式呼称のようである。ヴォイセストラとは、ヴォーカルとオーケストラを組み合わせた造語。参加曲発表時でのPV映像ではマクファーリンの単独出演となっている。
- トリを飾った5人組アカペラグループ、14（フォーティーン）カラット・ソウルは、山下達郎作品のゲット・バック・イン・ラブを英語で歌唱。
- ワールドミュージックブームの波に乗り、前回18回大会グランプリを獲得後、世界的にもヒットしたイスラエル代表歌手オフラ・ハザに続き、西アフリカでユッスー・ンドゥールと並ぶミュージシャンユニットでもあるイスマエル・ローはセネガルの民族楽器と共に歌唱を披露。セネガルからは東京音楽祭史上初参加となる。またアフリカからの世界大会出場は、第10回大会のモザンビーク代表シューディー以来9年ぶり。曲紹介時では持ち歌で代表曲でもあるTalibeが流れた。
- シドニー・ヤングブラッドは米軍従事後5年間をドイツ（当時西ドイツ）ハイデルベルクに住み、デビューもアメリカではなく西ドイツからの歌手活動となる。89年、If Only I Couldが全英・ヨーロッパで第3位になり、参加曲のSit and Waitも最高16位の大ヒットとなった。